# Fiebre amarilla en Buenos Aires

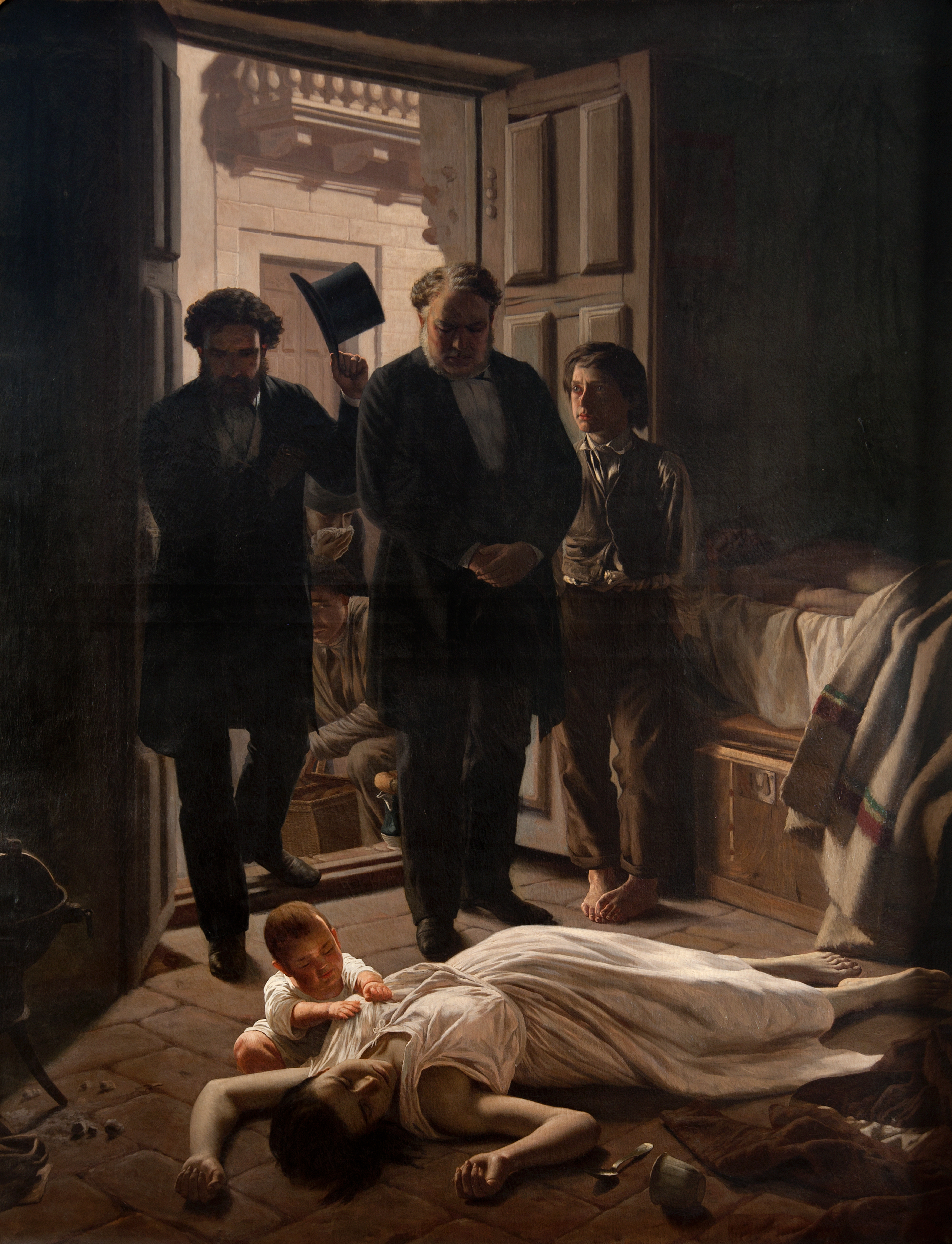
Juan Manuel Blanes, Un episodio de la fiebre amarilla en Buenos Aires (1871). Óleo sobre tela, 230 x 180 cm. Museo Nacional de Artes Visuales

Las epidemias de fiebre amarilla en Buenos Aires (enfermedad transmitida por el mosquito Aedes aegypti) tuvieron lugar en los años 1852, 1858, 1870 y 1871. La suscitada en este último año fue un desastre que mató aproximadamente al 8 % de los porteños: en una urbe donde normalmente el número de fallecimientos diarios no llegaba a 20, hubo días en los que murieron más de 500 personas, y se pudo contabilizar un total aproximado de 14 000 muertos por esa causa, la mayoría inmigrantes italianos, españoles, franceses y de otras partes de Europa.
En numerosas ocasiones la enfermedad había llegado a Buenos Aires en los barcos que arribaban desde la costa del Brasil, donde era endémica. No obstante, la epidemia de 1871 se cree que habría provenido de Asunción del Paraguay, portada por los soldados argentinos que regresaban de la Guerra de la Triple Alianza; ya que previamente se había propagado en la ciudad de Corrientes. En su peor momento, la población porteña se redujo a menos de la tercera parte, debido al éxodo de quienes abandonaron la ciudad para intentar escapar del flagelo.
Algunas de las principales causas de la propagación de esta enfermedad, transmitida por el mosquito Aedes aegypti, fueron:
- la provisión insuficiente de agua potable;
- la contaminación de las napas de agua por los desechos humanos;
- el clima cálido y húmedo en el verano;
- el hacinamiento en que vivían, sin que se tomaran medidas sanitarias para ellos, especialmente en la epidemia de 1871, los inmigrantes europeos de bajo nivel higiénico que ingresaban en forma incesante a la zona más sureña de la ciudad;
- los saladeros que contaminaban el Riachuelo —límite sur de la ciudad—, el relleno de terrenos bajos con residuos y los riachos —denominados «zanjones»— que recorrían la urbe infectados por lo que la población arrojaba en ellos.

La plaga de 1871 hizo tomar conciencia a las autoridades de la urgente necesidad de mejorar las condiciones de higiene de la ciudad, de establecer una red de distribución de agua potable y de construir cloacas y desagües.
Un testigo de esta catástrofe, de nombre Mardoqueo (Mordejai) Navarro, escribió el 9 de abril, la siguiente descripción en su diario personal:

«[...] Los negocios cerrados, calles desiertas. Faltan médicos, muertos sin asistencia. Huye el que puede. Heroísmo de la Comisión Popular[...]».

## Brotes de fiebre amarilla anteriores a 1871

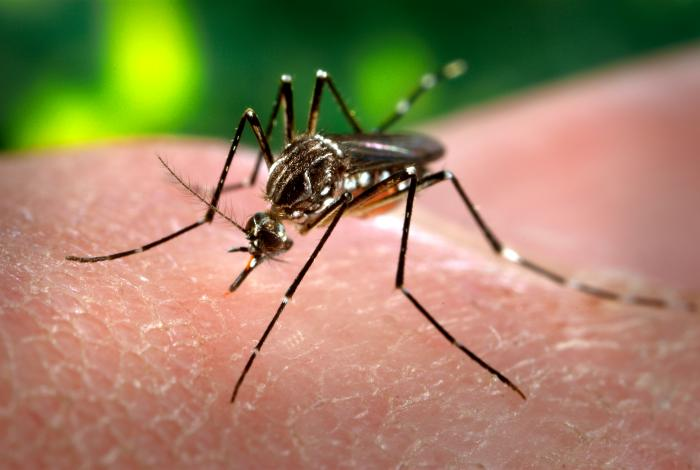
Mosquito Aedes aegypti.

Desde 1881, gracias a las investigaciones del cubano Carlos Juan Finlay, se describe en detalle a la enfermedad como una zoonosis. Antes de esa fecha, los médicos atribuían la causa de muchas epidemias a lo que llamaban miasmas, emanaciones fétidas de aguas impuras que se suponía flotaban en el ambiente.
Los primeros casos de esta enfermedad —a la que se le solía llamar «vómito negro» debido a las hemorragias que produce a nivel gastrointestinal— aparecieron en la región del Río de la Plata a mediados de la década de 1850: en 1852 provocó una epidemia en Buenos Aires. Sin embargo, por una nota dirigida al practicante Soler, se sabe que hubo brotes antes de ese año; de hecho, la primera mención de una posible infección de esta enfermedad data del año 1798.
Según algunas fuentes, en el año 1857 una tercera parte de la población de Montevideo sufrió el contagio del virus, transportado por barcos provenientes de Brasil. En 1858, esa epidemia se trasladó con menor intensidad a Buenos Aires, sin dejar víctimas fatales.
La prensa porteña solía manifestar su preocupación por el arribo de los buques brasileños debido a los antecedentes citados y a que la fiebre era una enfermedad costera con carácter endémico en los puertos cariocas, entre ellos Río de Janeiro, por aquella época capital del Imperio del Brasil. La Historia de la Universidad de Buenos Aires y su influencia en la Cultura Argentina (La Facultad de Medicina y sus Escuelas), de Eliseo Cantón, exponía que la epidemia era llevada por los navíos mercantes del Imperio al sur. Agregaba que en el mes de febrero de 1870 —verano en el hemisferio sur— se había localizado un caso en el Hotel Roma —ubicado en la calle Cangallo, en pleno centro de la ciudad— traída por un pasajero enfermo del vapor Piutou; y habían llegado a morir por la enfermedad unas 100 personas.

## Epidemia de 1871

### Contexto

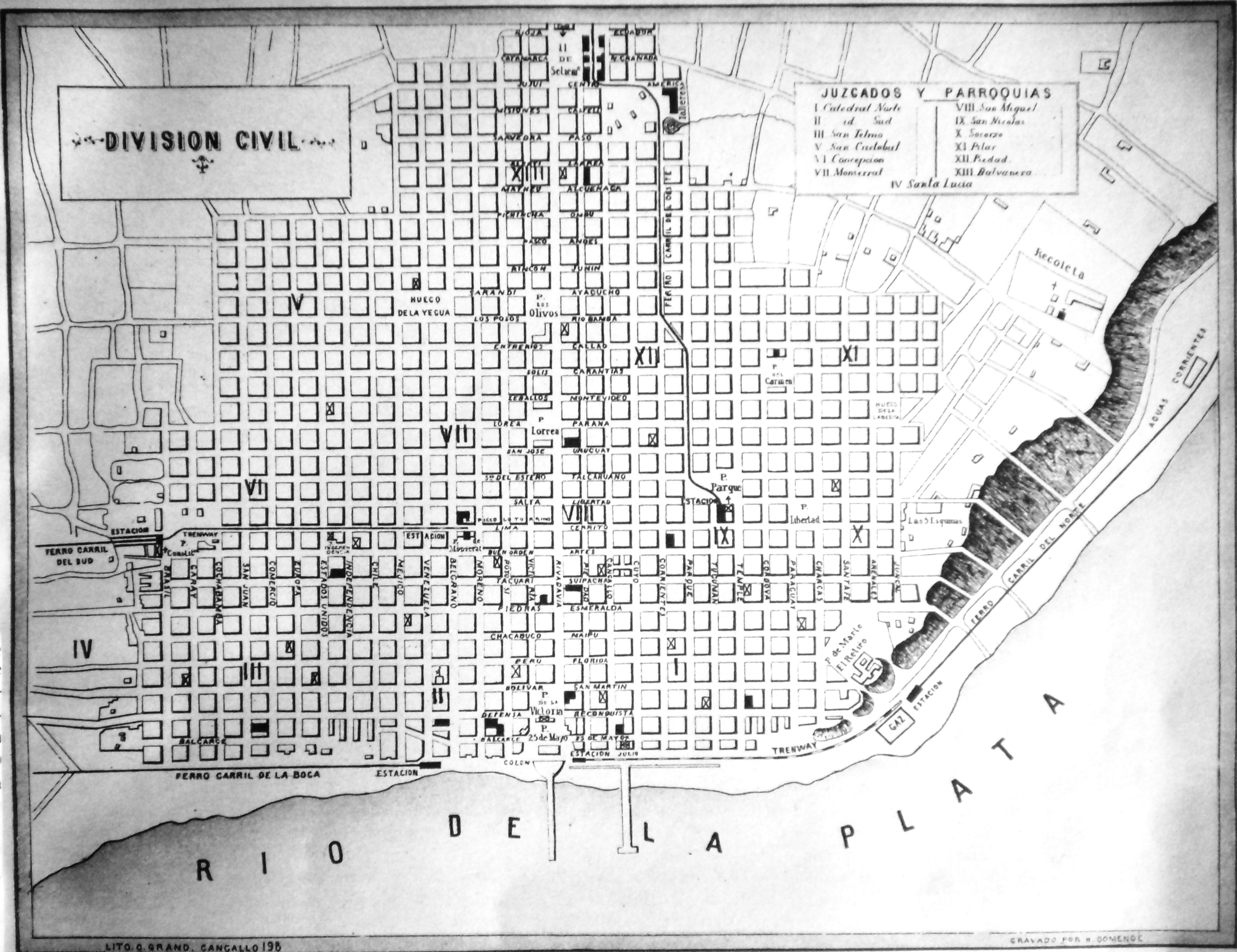
Plano de Buenos Aires en 1870.

En 1871 convivían en la ciudad de Buenos Aires el Gobierno Nacional, presidido por Domingo Faustino Sarmiento, el de la Provincia de Buenos Aires, con el gobernador Emilio Castro, y el municipal, presidido por Narciso Martínez de Hoz: no existía aún el cargo de Intendente, creado 9 años después al federalizarse la ciudad; estos tres gobiernos tenían enfrentamientos políticos y jurisdiccionales.

Situada sobre una llanura, la ciudad no tenía sistema de drenaje, salvo el caso particular de unos pocos miles de habitantes que obtenían agua sin impurezas gracias a que en 1856, ante una propuesta de Eduardo Madero, el Ferrocarril Oeste decidió aumentar el calibre del caño que transportaba agua desde la Recoleta, donde estaban los filtros que servían para quitar las impurezas del agua que se utilizaba para el buen funcionamiento de las locomotoras a vapor, hasta la Estación del Parque, para poder así satisfacer también la demanda de agua de los vecinos. Para el resto de la población, la situación era muy precaria en lo sanitario y existían muchos focos infecciosos, como por ejemplo los conventillos, generalmente habitados por inmigrantes pobres venidos de Europa o afroargentinos, que se hacinaban en su interior y carecían de las normas de higiene más elementales. Otro foco infeccioso era el Riachuelo —límite sur de la ciudad— convertido en sumidero de aguas servidas y de desperdicios arrojados por los saladeros y mataderos situados en sus costas. Dado que se carecía de un sistema de cloacas, los desechos humanos acababan en los pozos negros, que contaminaban las napas más superficiales de agua y en consecuencia los pozos de extracción de agua, a pesar de que en 1861 se había prohibido la proximidad entre estos tipos de pozos, que constituían una de las dos principales fuentes del vital elemento para la mayoría de la población. La otra fuente era el Río de La Plata, de donde el agua se extraía cerca de la ribera contaminada y se distribuía por medio de carros aguateros, sin ningún saneamiento previo.
“Nuestras grandes ciudades son cuevas sin luz y sin aire, antros húmedos y hediondos en donde el sol que ha podido romper la espesa capa de nubes de carbón y vapores mefíticos, penetra solo para acelerar las fermentaciones de los detritus que no podemos arrojar lejos”. -Eduardo Wilde, Director del departamento de Higiene y Obras de Salubridad de la Nacion (1871)
Por añadidura, para nivelar terrenos y calles se utilizaban residuos de todo tipo. Éstas eran muy angostas, no existían avenidas —la primera fue la Avenida de Mayo, inaugurada en el año 1894— y las plazas eran pocas, casi desprovistas de vegetación.
La ciudad crecía vertiginosamente debido principalmente a la gran inmigración extranjera: para esa época vivían tantos argentinos como extranjeros, y estos últimos sobrepasarían a los criollos pocos años más tarde. El primer censo argentino de 1869 registró en la Ciudad de Buenos Aires 177 787 habitantes, de los cuales 88 126 (49,6 %) eran extranjeros; de estos, 44 233 —la mitad de los extranjeros— eran italianos y 14 609 españoles. Además de los conventillos mencionados, sobre 19 000 viviendas urbanas, 2300 eran de madera o barro y paja.
Además de las epidemias de fiebre amarilla, en 1867 y 1868 se habían producido varios brotes de cólera, que habían costado la vida a centenares de personas y también estaban relacionados con la Guerra de la Triple Alianza, entre cuyos combatientes había causado varios miles de muertes.
Frente a esa situación, el censo antes citado indicaba que en Buenos Aires había apenas 160 médicos, menos de uno por cada 1000 habitantes.
Las instituciones públicas no estaban preparadas para hacer frente a las consecuencias de las deplorables condiciones higiénicas en que se encontraba la ciudad. Al respecto, en marzo de 1870 la prensa comentó con preocupación una nota enviada por la Municipalidad al Ministerio de Hacienda de la Provincia de Buenos Aires, en la que informaba de su carencia de recursos. El 2 de abril del mismo año, el diario La Prensa comentaba en su editorial, bajo el título Desorganización de la Municipalidad, lo siguiente:

«Los amagos de fiebre amarilla, las recientes inundaciones, alarmando justamente al pueblo, le han impulsado a dirigir su voz a la Corporación pidiendo se tomen las medidas necesarias y urgentes para remediar los funestos males de que está amenazado, y la Municipalidad fijando la vista en sus arcas, tiene que cruzar los brazos y permanecer impasible y sorda hasta el clamor que hasta a ella llega...».

### Antecedentes inmediatos
Desde principios del año 1870 se había tenido noticias en Buenos Aires de un recrudecimiento de la fiebre amarilla en Río de Janeiro. En el mes de febrero —y nuevamente en marzo— se logró evitar el desembarco de pasajeros infectados que llegaron en dos vapores desde esa ciudad. No obstante, el presidente Sarmiento vetó el proyecto de extender la cuarentena a todos los buques procedentes de esa ciudad y en una oportunidad ordenó autorizar el desembarco de los pasajeros de dos buques provenientes de Río de Janeiro y la prisión del médico del puerto de Buenos Aires por haberlo impedido.
A fines de ese año se declaró una epidemia de fiebre amarilla en Asunción del Paraguay, donde la población vivía en un estado de pobreza extrema. La Guerra de la Triple Alianza había finalizado recientemente con la derrota de Paraguay y los diarios locales atribuyeron la epidemia a la llegada de algunas decenas de soldados paraguayos prisioneros que habían sido repatriados desde el Brasil. La población, debilitada por el hambre, tenía pocas posibilidades de resistir la epidemia y se llegaron a registrar veinticinco muertes por día, no existiendo registros del total de víctimas.
Dos hechos facilitaron la entrada de la epidemia a la Argentina: por un lado, tras la muerte de quince de sus hombres, el general Julio de Vedia evacuó centenares de soldados desde Villa Occidental —situada frente a Asunción— a la ciudad de Corrientes, y así la enfermedad llegó a territorio argentino. Por otro lado, algunos diarios —como The Standard de Buenos Aires— consideraron que no se trataba de fiebre amarilla, sino de afecciones gástricas, y que el número de muertes diarios no era alarmante, lo que contribuyó a que no se tomara recaudo alguno para prevenir su traslado a la capital argentina.
Durante la guerra, la ciudad de Corrientes había sido el centro de comunicación y abastecimiento de las tropas aliadas, incluidas las brasileñas, de modo que no es seguro que la enfermedad haya llegado desde el Paraguay. En esta ciudad de 11 000 habitantes, murieron de fiebre amarilla alrededor de 2000 personas entre diciembre de 1870 y junio del año siguiente. La mayor parte de la población huyó, incluyendo el gobierno completo; hasta tal punto estaba abandonada la ciudad que un ciudadano llamado Gregorio Zeballos entró por su cuenta al despacho abandonado de la Casa de Gobierno y se hizo cargo en forma provisoria de la gobernación sin que nadie se le opusiera. Otras poblaciones de la provincia de Corrientes sufrieron el castigo de la enfermedad, como San Luis del Palmar, Bella Vista y San Roque, que sumaron unas quinientas víctimas más.
A lo largo de la Guerra de la Triple Alianza, sucesivos grupos de combatientes arribaron a Buenos Aires. Estaban formados principalmente por oficiales, y correctamente controlados desde el punto de vista sanitario. En cambio, durante el año 1870 y a principios de 1871 llegaron directamente desde Asunción y Villa Occidental grandes contingentes que no habían sido sometidos a ningún recaudo sanitario ni cuarentena.

### Los sucesos
Gran parte de los sucesos son conocidos gracias a Mardoqueo Navarro, un comerciante catamarqueño que vivía en Buenos Aires, dedicado a publicar en la prensa algunas notas históricas. Este contacto con la prensa le permitió interiorizarse de las discusiones acerca de si se trataba o no de una epidemia de fiebre amarilla, de modo que reunió notas sobre el asunto para una posible publicación en un periódico. La gravedad de la epidemia y la enorme cantidad de información que reunió le impidieron su publicación en los diarios, pero se convirtió en un retrato en vivo sobre el desarrollo del drama. Con frases breves y cortantes dejó registro de los puntos sobresalientes de cada jornada, constituyéndose con el tiempo en un documento único, que sería publicado por el autor en el mismo año de la epidemia.

#### Inicio de la epidemia

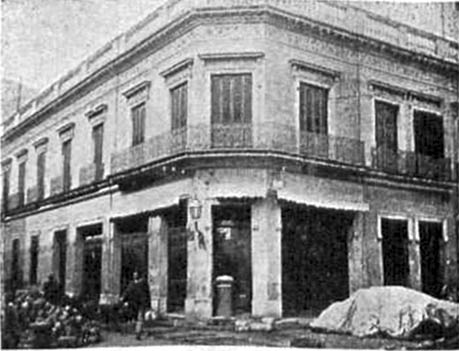
Casa donde se habría registrado uno de los primeros casos según la Revista Caras y Caretas, 1899.

Aunque las estadísticas no lo recuerdan, se da como fecha de iniciación de la epidemia el 27 de enero de 1871 con tres casos identificados por el Consejo de Higiene Pública de San Telmo. Las mismas tuvieron lugar en dos manzanas del barrio de San Telmo, lugar que agrupaba a numerosos conventillos: los inquilinatos de Bolívar 392 (entre Cochabamba y San Juan) y en Cochabamba 113 (entre Bolívar y Perú), fueron los primeros focos de iniciación y propagación. En el primero citado, un pequeño inquilinato de ocho cuartos, el italiano Ángel Bignollo de 68 de años de edad y su nuera Colomba de 18, contrajeron la enfermedad siendo asistidos por los doctores Juan Antonio Argerich y Juan Gallarini, quienes no pudieron evitar sus muertes. En el certificado de defunción, Argerich expresó que el deceso del primero se debió a una gastroenteritis, y el de la segunda a una inflamación de los pulmones: el diagnóstico fue erróneo a sabiendas, para no alarmar a los vecinos del barrio, pero en la notificación que el comisario de la Sección 14 elevó al jefe de la policía, Enrique Gorman, se consignó que ambos eran casos de fiebre amarilla.
La Comisión Municipal, que presidía don Narciso Martínez de Hoz, desoyó las advertencias de los doctores Luis Tamini, Santiago Larrosa y Leopoldo Montes de Oca sobre la presencia de un brote epidémico, y no dio a publicidad los casos. En esta fecha, Mardoqueo Navarro ya parecía desconfiar de los datos de la autoridad, pues en su diario anotó, con cierta ironía:

«27 de enero: Según las listas oficiales de la Municipalidad, 4 de otras fiebres, ninguna de la amarilla».
(el texto subrayado figuraba así en el diario de Navarro)

Aunque a partir de esa fecha se registraron cada vez más casos —principalmente en el mencionado barrio de San Telmo— la Municipalidad continuó con los preparativos relacionados con los festejos oficiales del carnaval, que en aquella época era un acontecimiento multitudinario y de importancia para la ciudad. A fines de febrero el médico Eduardo Wilde, que venía atendiendo casos de enfermos, aseguró que se estaba en presencia de un brote febril —el 22 de febrero se habían registrado 10 casos— e hizo desalojar algunas manzanas. Pero los festejos de carnaval entretenían demasiado a la población como para escuchar su advertencia, los porteños se divertían en bailes y desfiles de comparsas y algunos, como Manuel Bilbao, director de La República, afirmaban rotundamente que no se trataba de casos de fiebre amarilla.

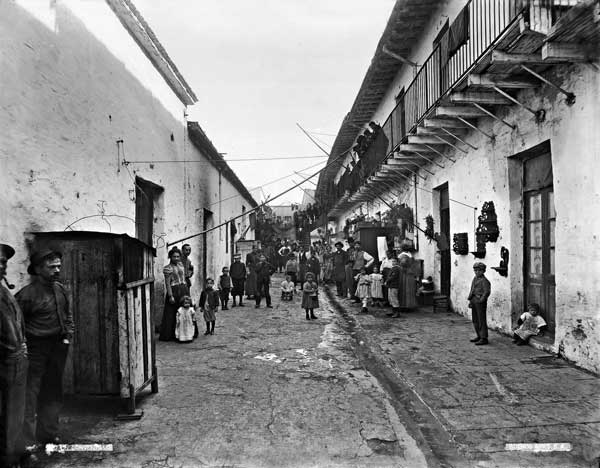
La epidemia prosperó en los conventillos humildes de los barrios del sur, muy poblados y poco higiénicos.

El mes de febrero terminó con un registro de 300 casos en total, y el mes de marzo comenzó con más de 40 muertes diarias, llegando a 100 el día 6, todas a consecuencia de la fiebre.
Recién el 2 de marzo, cuando el carnaval llegaba a su fin, las autoridades prohibieron su festejo: la peste ahora azotaba también a los barrios aristocráticos. Se prohibieron los bailes y más de la tercera parte de los ciudadanos decidió abandonar la ciudad.
El 4 de marzo, el diario La Tribuna comentaba que en horas de la noche, las calles eran tan sombrías que «verdaderamente parece que el terrible flagelo hubiese arrasado con todos sus habitantes». Sin embargo, aún se estaba lejos de lo peor.
El Hospital General de Hombres, el Hospital General de Mujeres, el Hospital Italiano y la Casa de Niños Expósitos no dieron abasto con la cantidad de pacientes. Se crearon entonces otros centros de emergencia, como el Lazareto de San Roque —actual Hospital Ramos Mejía— y se alquilaron otros privados.
El puerto fue puesto en cuarentena y las provincias limítrofes impidieron el ingreso de personas y mercaderías procedentes de Buenos Aires. Los alquileres aumentaron fuertemente en los alrededores de la ciudad.

#### La Comisión Popular

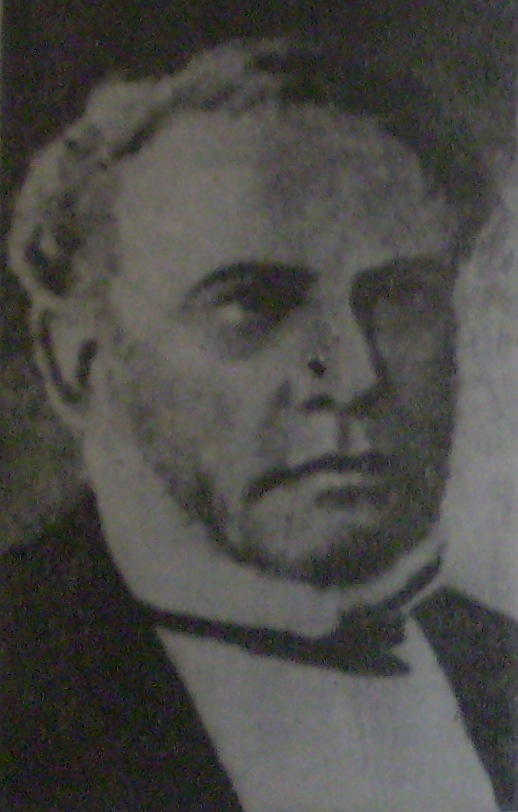
José Roque Pérez.

El municipio fue incapaz de sobrellevar la situación, por lo que en respuesta a una campaña periodística iniciada por el periodista Evaristo Federico Carriego de la Torre, miles de vecinos se congregaron, el 13 de marzo, en la Plaza de la Victoria —actual Plaza de Mayo— para designar una «Comisión Popular de Salud Pública». Al día siguiente, tal agrupación nombró como presidente al abogado José Roque Pérez y como vicepresidente al periodista Héctor Varela; además, la conformaron, entre otros, el vicepresidente de la Nación Adolfo Alsina, Adolfo Argerich, el poeta Carlos Guido y Spano, el expresidente de la Nación Bartolomé Mitre, el canónigo Domingo César, el sacerdote irlandés Patricio Dillon y el nombrado Carriego. Este último exhortaba:

«Cuando tantos huyen, que haya siquiera algunos que permanezcan en el lugar del peligro socorriendo a aquellos que no pueden proporcionarse una regular asistencia».

Entre otras funciones, la comisión tuvo como tarea la expulsión de aquellas personas que vivían en lugares afectados por la plaga, y en algunos casos, se quemaban sus pertenencias. La situación era aún más trágica cuando los desalojados eran inmigrantes humildes o que aún no hablaban bien el español, por lo que no entendían la razón de tales medidas. Los italianos, que eran mayoría entre los extranjeros, fueron en parte injustamente acusados por el resto de la población de haber traído la plaga desde Europa. Unos 5000 de ellos realizaron pedidos al consulado de Italia para retornar a su país, pero había muy pocos cupos; además, muchos de los que lograron embarcar, murieron en altamar.
En cuanto a la población negra, el vivir en condiciones miserables los transformó en uno de los grupos poblacionales con mayor tasa de contagio. Según crónicas de la época, el ejército cercó las zonas donde residían y no les permitió emigrar hacia el Barrio Norte, donde la población blanca se estableció y escapó de la calamidad. Murieron masivamente y fueron sepultados en fosas comunes.
A mediados de mes los muertos eran más de 150 por día y llegaron a 200 el 20 de marzo. Entre las víctimas, estuvieron Luis José de la Peña, educador y exministro de Justo José de Urquiza, el exdiputado Juan Agustín García, el doctor Ventura Bosch y el pintor Franklin Rawson; también murieron los doctores Francisco Javier Muñiz, Carlos Keen y Adolfo Argerich. El 24 de marzo, falleció el presidente de la Comisión Popular, José Roque Pérez, quien ya había escrito su testamento cuando asumió el cargo ante la certidumbre de que moriría contagiado.
Mientras tanto, a mediados de marzo, el presidente Domingo Sarmiento y su vicepresidente Adolfo Alsina abandonaron la ciudad en un tren especial, acompañados por otros 70 individuos, gesto que fue muy criticado por los periódicos. También la Corte Suprema en pleno, los cinco ministros del Poder Ejecutivo Nacional y la mayor parte de los diputados y senadores abandonaron la ciudad.

#### Síntomas y tratamiento

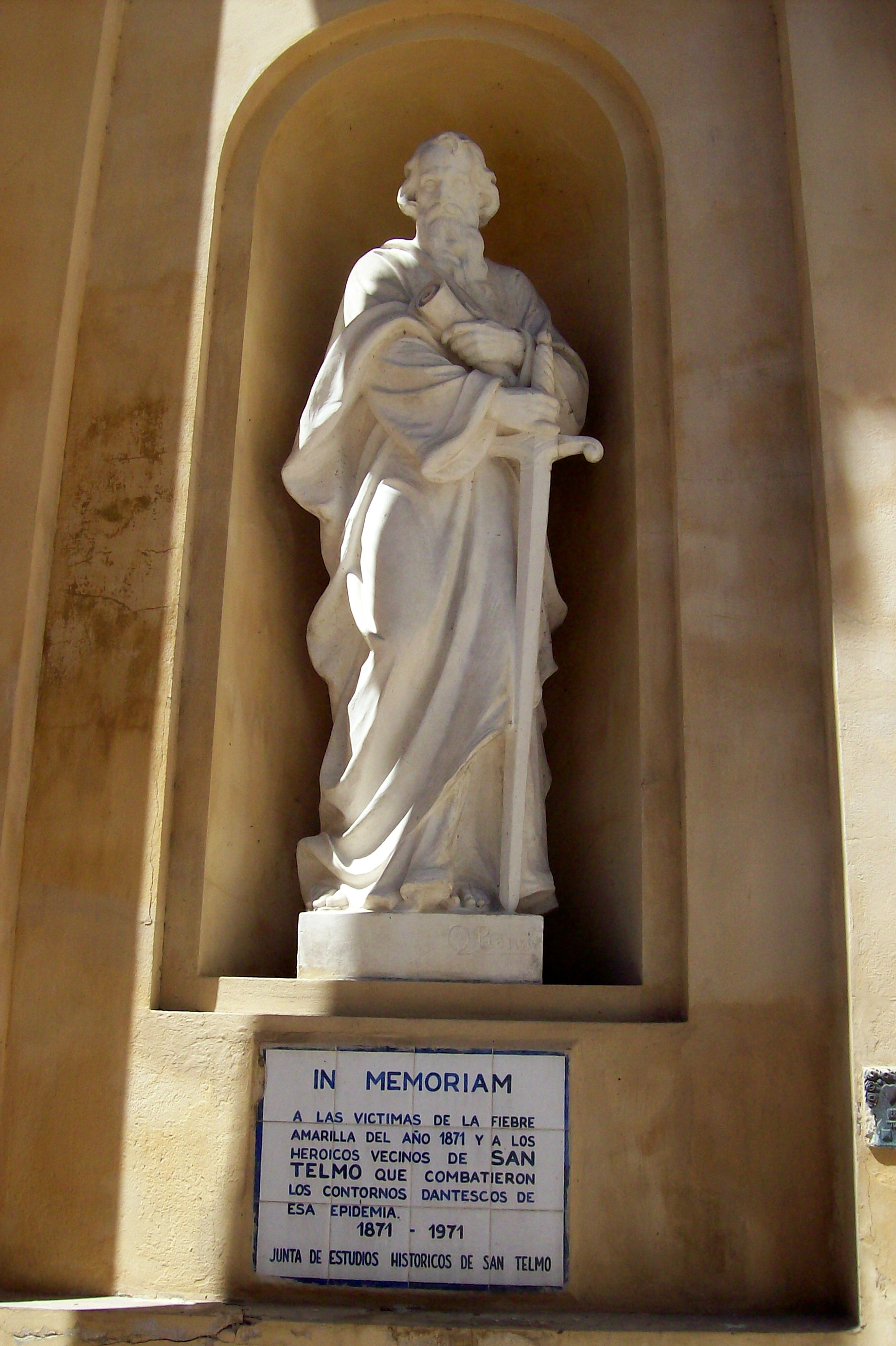
Placa recordatoria de las víctimas por Fiebre amarilla en la Iglesia de Nuestra Señora de Belén, barrio de San Telmo.

El peor problema a enfrentar era la ignorancia: ni siquiera los médicos sabían qué era lo que causaba la enfermedad. Como la epidemia era más fuerte en las zonas más pobladas del sur de la ciudad, las autoridades supusieron que la principal causa era el hacinamiento de la población pobre de los conventillos; de lo que dedujeron que la solución era echar la gente a la calle. Alarmados por la suciedad que encontraron en las viviendas de la población infectada, culparon a ésta y destruyeron las pertenencias de sus habitantes. Cuando se hizo evidente que la cantidad de muertos era mayor en los barrios céntricos, pero la cantidad era proporcionalmente mayor en los arrabales más cercanos al Riachuelo, culparon a las «miasmas» o vapores pútridos de las orillas de este.
También se culpó a los pozos ciegos, que nunca se evacuaban. Se llegó a afirmar que algunas de las causas posibles eran la «falta de ozono» o la «falta de tensión eléctrica» en el oxígeno del aire porteño.
Una observación del doctor Guillermo Rawson podría haber llevado a entender el vector del contagio: muchas familias habían huido tempranamente de la capital a algún pueblo cercano, y Rawson observó que los miembros de esas familias que regresaban a la ciudad —aunque fuese por unas horas— solían enfermar, pero no contagiaban a sus familiares. Lo que faltaba fuera de las zonas húmedas de la ciudad era el mosquito Aedes aegypti; pero ni Rawson ni los demás médicos sabían que este es el vector de la enfermedad, algo que no sería descubierto hasta una década más tarde.
De modo que, aparte de expulsar a los habitantes de los conventillos, tarea de la que se encargaba la Comisión Popular, los médicos sólo podían actuar sobre los síntomas. Estos se desarrollaban en dos períodos: en el primero el paciente tenía repentinos dolores de cabeza con escalofríos y decaimiento general. Luego seguía el calor y el sudor, la lengua se ponía blanca y había carencia de sueño. El pulso se aceleraba y aparecían dolores en el estómago, los riñones, muslos, extremidades o sobre los ojos. La sed se intensificaba y el paciente se debilitaba enormemente, sus miembros se agitaban fuertemente. A veces existían vómitos biliosos de color amarillo, o solo náuseas. En este punto la enfermedad a veces podía ser vencida naturalmente y el paciente se hallaba mejor al día siguiente con tan solo dolores de cabeza y debilidad en el cuerpo, y al poco tiempo se recuperaba. Pero si los síntomas y signos se agravaban, se llegaba entonces al segundo período de la enfermedad: la piel del paciente tomaba color amarillo, los vómitos se volvían sanguinolentos y finalmente negros. Las deyecciones también eran negras y el enfermo experimentaba opresión en el pecho y dolores en la boca del estómago. La orina disminuía hasta suprimirse completamente. Se producían hemorragias en las encías, lengua, nariz y ano. El paciente carecía de sed y a veces tenía hipo, su pulso se debilitaba. Llegaba entonces el delirio, seguido de la muerte.
Durante el primer período, el médico provocaba adrede la transpiración con baños de pies con harina de mostaza, ingestión de dos o tres tazas de infusión de saúco o de borraja, y envolvía al paciente con mantas. Luego de algunas horas le suministraba aceite de ricino o magnesia calcinada. También le  provocaba vómitos dándole a tomar agua tibia con tártaro emético. Pero si la persona ya tenía vómitos debido a la enfermedad, entonces le administraban purgante. Para la sed, solo agua fresca, a lo sumo con limón. Para los dolores de cabeza se aplicaban paños en la frente con agua fría mezclada con vinagre.
Si la enfermedad ya había llegado al segundo período, el especialista le administraba sulfato de quinina cada dos horas. Luego agua destilada de menta, algunas gotas de éter sulfúrico y jarabe de quina. Dos veces por día se hacía un enema con corteza de quina roja disuelta en agua y se aplicaban sinapismos (medicamentos externos con polvo de mostaza). En riñones, muslos y piernas se friccionaba el cuerpo con vinagre aromático. El enfermo era alimentado con caldos de puchero, algo de vino y chupaba gajos de naranja. También se usaba alcanfor, valeriana, calomelano y almizcle. Se le daba importancia a la desinfección con el gas cloro, al que se consideraba un preventivo; a las personas que habitaban los lugares en los que atacaba el flagelo se les aconsejaba lavarse las manos con una solución de cloruro de cal (hipoclorito de calcio) en agua, o agua de Labarraque (hipoclorito de calcio e hipoclorito de sodio), y limpiar los cuartos con este líquido. Otras medidas preventivas eran mantener aseadas las calles y la casa, ventilar las habitaciones, preparar los recipientes para recibir las deyecciones de los enfermos con líquido desinfectante, alejarse de los lugares húmedos y bajos, tomar alimentos en cantidad conveniente y conservar «las buenas costumbres»; hacer ejercicio corporal, no dejarse dominar por los pesares y tristezas, sustraerse a las «emociones morales vehementes» y vencer el miedo que inspiraba la enfermedad.

#### La actuación de la Iglesia Católica y de los médicos
Aunque las autoridades nacionales y provinciales huían de la ciudad y aconsejaban oficialmente hacer lo mismo (fue la única ocasión en la historia de Buenos Aires en que las autoridades aconsejaron el éxodo), el clero secular y regular permaneció en sus puestos, asistiendo en sus domicilios a enfermos y moribundos. Las Hijas de la Caridad de San Vicente de Paúl, también conocidas como Hermanitas de la Caridad, cerraron sus establecimientos de enseñanza para poder dedicarse a trabajar en los hospitales. Mientras Navarro, judío sefardí, destacó estos hechos en su diario, estas nobles acciones de la curia fueron algo silenciadas por los cronistas de la época adscriptos al anticlericalismo. Una placa del Monumento del actual Parque Florentino Ameghino que recuerda a las víctimas enterradas allí, agrupa a 21 de ellas bajo el título de sacerdotes y religiosas del bajo clero regular y a 2 bajo el de Hermanas de caridad. Debe agregarse que la Orden de Hermanas de la Caridad, como refuerzo ante la emergencia, envió desde Francia a otras religiosas de su congregación. De esta orden fallecieron por la fiebre 7 religiosas.
Las parroquias recibían a los médicos y a los enfermos, y en ellas funcionaban las Comisiones Populares Parroquiales. Por disposición municipal, el sacerdote estaba obligado a expedir las licencias para sepulturas previa presentación del certificado médico, todo ello sumado al cumplimiento de sus deberes evangélicos. Señalaba Ruiz Moreno en La peste histórica de 1871 que «el sacerdote no tenía descanso».
El cura Eduardo O'Gorman, párroco de San Nicolás de Bari, se preocupó por hallar solución a las necesidades de numerosos niños desamparados y huérfanos y en abril fundó el Asilo de Huérfanos, del que se hizo cargo personalmente hasta que —pasada la epidemia— la Sociedad de Beneficencia lo sustituyó.
Los testimonios de algunos anticlericales notables como Eduardo Wilde afirman que la mayor parte del clero huyó de la ciudad, pero las cifras parecen desmentir esa afirmación, ya que fallecieron durante la epidemia más de 50 sacerdotes y el propio arzobispo Federico Aneiros estuvo muy grave, y además perdió a su madre y una hermana que se habían quedado en la ciudad con él. Las cifras de mortalidad por profesiones revelarían que el clero fue el grupo que mayor cantidad de vidas humanas perdió en la tragedia y dio un testimonio de la dedicación que tuvo durante los aciagos días:

«Pero he visto también, señores, en altas horas de la noche, en medio de aquella pavorosa soledad, a un hombre vestido de negro, caminando por aquellas desiertas calles. Era el sacerdote, que iba a llevar la última palabra de consuelo al moribundo».

Navarro da cuenta el día 27 de abril que ya habían muerto 49 sacerdotes. En definitiva, de los 292 sacerdotes que había en la ciudad, el médico higienista Guillermo Rawson calculó en 60 los muertos por la epidemia, frente a los 12 médicos, 2 practicantes, 4 miembros de la comisión popular y 22 integrantes del Consejo de Higiene pública.
Entre los médicos que fallecieron en labores para contrarrestar la enfermedad estuvieron los doctores Manuel Gregorio Argerich, su hermano Adolfo Argerich, Francisco Javier Muñiz, Zenón del Arca —decano de la Facultad de Medicina de la Universidad de Buenos Aires—, Caupolicán Molina, Ventura Bosch, Sinforoso Amoedo, Guillermo Zapiola y Vicente Ruiz Moreno. Otros médicos que permanecieron en su puesto o incluso acudieron a la ciudad, y sobrevivieron, fueron Pedro Mallo, José Juan Almeyra, Juan Antonio Argerich, Eleodoro Damianovich, Leopoldo Montes de Oca, Juan Ángel Golfarini, Manuel María Biedma y Pedro A. Pardo.

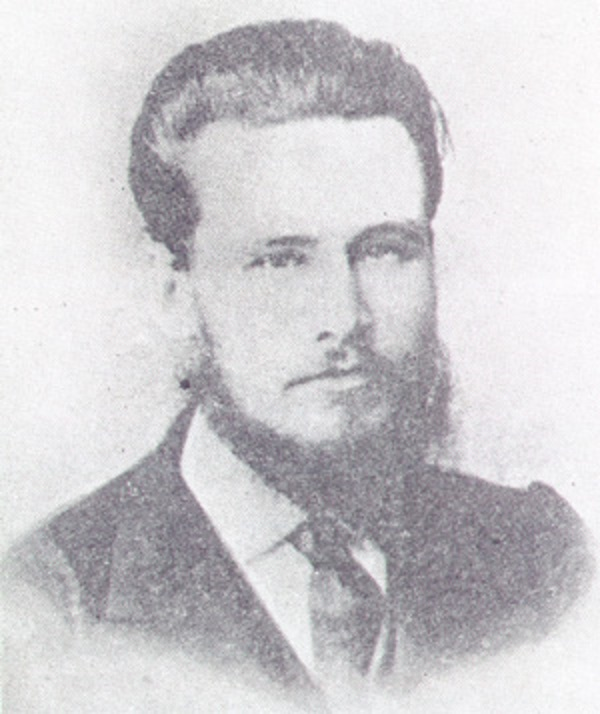
Tomás Liberato Perón, primer docente de la cátedra de Medicina Legal de la UBA formó parte de los equipos médicos que combatieron la enfermedad.

Tomás Liberato Perón, abuelo del que fue tres veces presidente constitucional de la Argentina, Juan Domingo Perón, y que fue el primer docente que tuvo a su cargo la cátedra de Medicina Legal en la Facultad de Derecho y miembro titular de la Academia Nacional de Ciencias Exactas, Físicas y Naturales, formó parte de los equipos médicos que combatieron la enfermedad. Dado que en ese momento parte del agua para el consumo de la población se extraía del Riachuelo, integró un equipo dedicado a prohibir que los saladeros ubicados sobre sus riberas arrojaran sus efluentes en el curso de agua.

#### Entierro de las víctimas

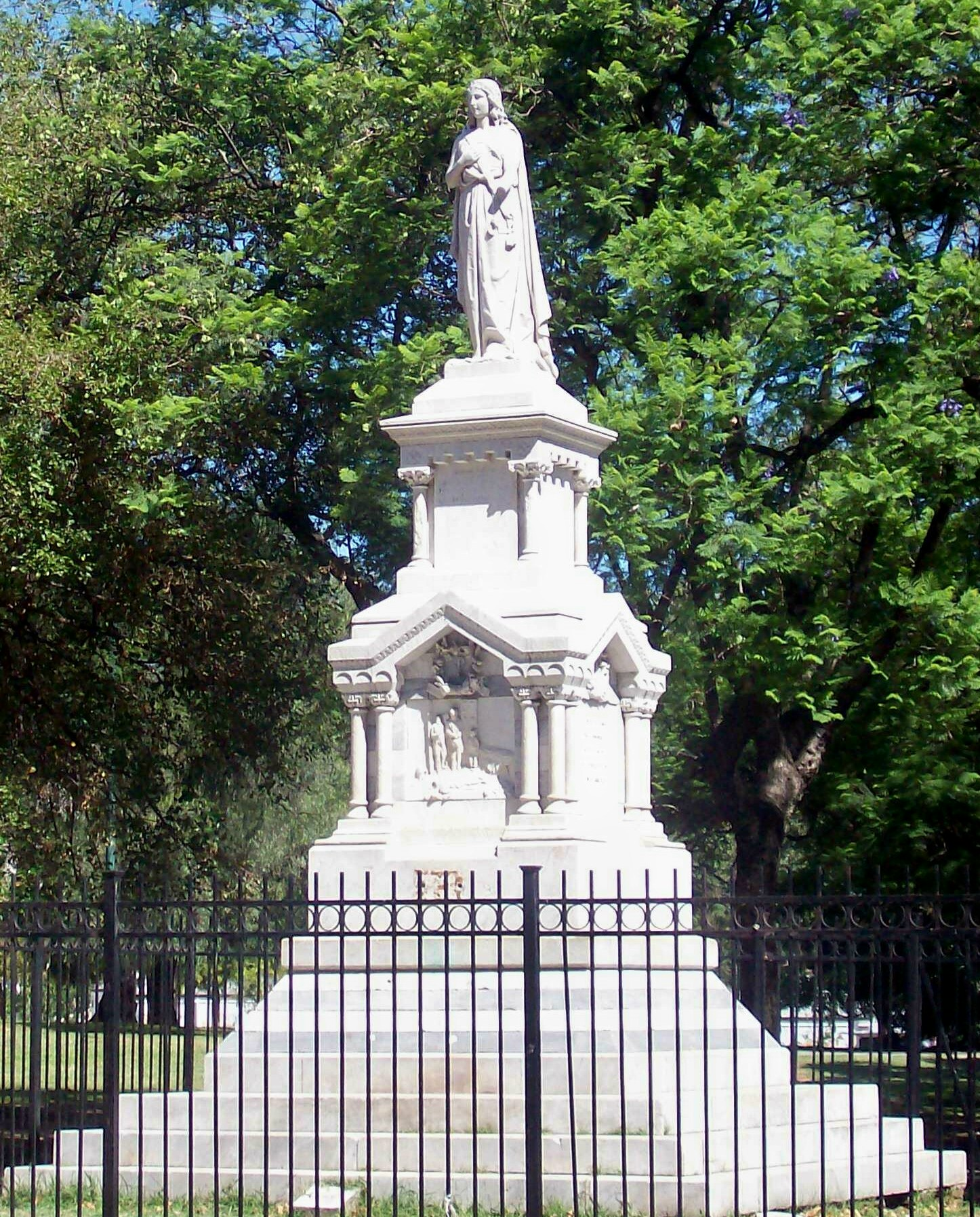
Monumento erigido en 1873 a los caídos por la fiebre amarilla de 1871, en el centro del Parque Ameghino, barrio de Parque Patricios, Buenos Aires. (Obra de Juan Ferrari).

La ciudad contaba solamente 40 coches fúnebres, de modo que los ataúdes se apilaban en las esquinas a la espera de que coches con recorrido fijo los transportasen. Debido a la gran demanda, se sumaron los coches de plaza, que cobraban tarifas excesivas. El mismo problema con los precios se dio con los medicamentos, que en verdad poco servían para aliviar los síntomas. Como eran cada vez más los muertos, y entre ellos se contaban los carpinteros, dejaron de fabricarse los ataúdes de madera para comenzar a envolverse los cadáveres en trapos. Por otra parte, los carros de basura se incorporaron al servicio fúnebre y se inauguraron fosas colectivas.
Por otro lado, el número de saqueos y asaltos a viviendas aumentaron: existieron casos donde los ladrones accionaban disfrazados de enfermeros para introducirse en las casas de los enfermos. Fue incesante la actividad que desarrolló la Comisaría N.º 14, a cargo del Comisario Lisandro Suárez: día y noche recorrían las calles, cerrando con candados —cuyas llaves eran entregadas al Jefe de Policía— las puertas de calle de las casas de San Telmo, abandonadas precipitadamente por sus dueños.
El cementerio del Sur, situado donde actualmente se encuentra el parque Ameghino en la Avenida Caseros al 2300, vio rápidamente colmada su capacidad. El gobierno municipal adquirió entonces siete hectáreas en la Chacarita de los Colegiales (donde hoy se encuentra el Parque Los Andes, entre las actuales avenida Corrientes y las calles Guzmán, Dorrego y Jorge Newbery) y creó allí el nuevo Cementerio del Oeste. Quince años más tarde, este se trasladaría a pocos metros de allí, al actual Cementerio de la Chacarita.
El 4 de abril fallecieron 400 enfermos, y el administrador de dicho cementerio informó a los miembros de la Comisión Popular que tenía 630 cadáveres sin sepultar —además de otros que había encontrado por el camino— y que 12 de sus sepultureros habían muerto. Fue entonces cuando Héctor Varela, Carlos Guido Spano y Manuel Bilbao, entre otros, tomaron la decisión de oficiar de enterradores; al hacerlo rescataron de la fosa común a algunas personas que aún manifestaban signos de vida, entre ellas una francesa lujosamente vestida.
No fue el único caso: en su diario, Navarro afirmaba que hubo enterramientos de gente viva. Esto se condice con relatos de diversos periódicos: por ejemplo, "La Prensa" del 18 de abril comentaba de un tal Pittaluga, que fue dado por muerto y "revivió" en camino al cementerio, y de otro caso, ocurrido el 15 de abril, en que un enfermero se pescó una borrachera y al ir a su casa se desvaneció y quedó sobre una calle, hasta que fue levantado por un recolector de cadáveres que lo arrojó a una fosa. El supuesto muerto tuvo la suerte de despertarse a tiempo, justo cuando comenzaban a rociarlo con cal.
En el Cementerio de la Chacarita llegaron a enterrarse 564 personas en un solo día, y en la memoria colectiva quedó el recuerdo macabro de las inhumaciones nocturnas de cadáveres.
El Ferrocarril Oeste de Buenos Aires extendió una línea a lo largo de la calle Corrientes (hoy avenida) hasta el mencionado nuevo cementerio de la Chacarita, con el objetivo de inaugurar lo que se dio en llamar el tren de la muerte: realizaba dos viajes cada noche, sólo para transportar cadáveres de personas atacadas por la epidemia. El trayecto se iniciaba en la estación Bermejo, situada en la esquina sudoeste de la calle homónima (hoy Jean Jaurés) con Corrientes. Tenía luego dos paradas, una en la esquina sudoeste de Corrientes y Medrano; y otra en Corrientes y Scalabrini Ortiz (entonces llamada Camino Ministro Inglés) ángulo sudeste. La "parada fúnebre" final era en el apeadero de Corrientes y Dorrego, en la esquina de la "quinta de Alsina", junto al cementerio, donde los cadáveres eran dejados amontonados en galpones utilizados como depósitos.

#### El pico de la epidemia
El 7 de abril —era Viernes Santo— murieron 380 personas por la fiebre (y apenas 8 por otras causas). El Sábado de Gloria fallecieron 430 de fiebre. Del 9 al 11 de abril se registraron más de 500 defunciones diarias, siendo el día 10 el del pico máximo de la epidemia, con 563 muertes; debe considerarse que el promedio diario normal de muertes antes de la tragedia era de veinte individuos. Comenzaron a producirse además casos fulminantes, gente que moría uno o dos días después de contraer la enfermedad.
En la Memoria presentada a la Municipalidad en la Comisión de Salubridad de la Parroquia del Socorro 1871-1872, se describe en detalle la situación de los conventillos en cuanto a la mugre y su estado de abandono y desidia:

«(...) la comisión multiplicó las visitas domiciliarias, y fijó toda su atención en los Conventillos, y casas de inquilinato. En los últimos días del mes de Marzo, hizo sacar de una de éstas, situada en la calle de Artes 433, montones inmensos de basura, perros muertos, estiércol en descomposición, y una crecidísima cantidad de huevos podridos. Es casi imposible decir exactamente lo que costó a la Comisión cambiar el aspecto detestable de esta casa. El desalojo de los Conventillos vino enseguida. En estos establecimientos era especialmente en donde la fiebre se desarrollaba con más vigor. Como hubiera sido inhumano y cruel arrojar a sus habitantes a la calle, la Comisión les decía que por el tren del Ferro-Carril del Oeste se les facilitaría pasaje gratis para que salieran a la campaña en donde hallarían casa. Si esto no les cuadraba, habían ya viviendas improvisadas bajo los Sauces de la Ribera. Sin embargo, los asilados en los conventillos no entendían absolutamente nada, y seguían obstinados en aquellos mortíferos alojamientos.

«La inquebrantable resistencia, la ignorancia, la decisión que mostraban para no abandonar aquellos lugares en que la muerte iba a encontrar un gran elemento a su insaciable voracidad, fueron otros tantos escollos contra los cuales fue a chocar la buena voluntad de que la Comisión hacía alarde. Por último, y después de mucha perseverancia, algunos fueron desalojados. Con otros fue necesario solicitar la acción de la autoridad para dejar cumplido el mandato.(...)
«(...) debemos tratar de evitar que en lo sucesivo, se repita el caso que un cadáver quede cuatro días insepulto, ó que presenciemos las horribles escenas que han visto los que realmente hemos penetrado en medio de esos repugnantes cuadros de miseria, dolor y degradación moral; la mayor parte de esta gente muere por falta de recursos, otros no quieren curarse, por ser vulgar entre ellos la idea, que el Gobierno paga médicos para matarlos. En estos parages es donde se manifiesta lo terrible que serán en el porvenir, las masas ignorantes que viven en nuestro país; en los conventillos se encuentran cadáveres comidos por los ratones, otros alumbrados en el suelo, muchachos saltando por encima de enfermos espirando; la mayor parte hacinados en un mismo cuarto, también nos ocultan los cadáveres para tener tiempo de sustraer sus camas, hay quienes abandonan sus deudos en el último trance de su vida, sin querer prestarse a encajonarlos, y más de una vez, al penetrar en los corralones, he visto a los Inspectores Seguí, Viovide, Salvadores y Lopez, haciendo de peones cargando con los cadáveres, de actos tan meritorios, como testigo ocular y miembro de esta Comisión, me permito enumerarlos, haciendo una mención especial del Sr. Seguí que es el Inspector que de mí depende, por la cooperación que me ha prestado noche y día, para atender un servicio tan urgente, como penoso (...)»

Manuel Bilbao, dice en su "Tradiciones y Recuerdos". Librería del Colegio, Buenos Aires, 1934.":

Se encontraban en el patio de la Universidad, que era donde funcionaba la Comisión Popular, en la tarde del memorable 10 de abril, Héctor F. Varela, Manuel Bilbao, José C. Paz, Carlos Guido y Spano, el Dr. Almonte y varios miembros de esta benemérita institución, cuando a las ocho de la noche se supo el número de casos que se habían producido: ¡1546! Llegó entonces el señor Munilla, administrador del nuevo cementerio de la Chacarita, manifestando que tenía seiscientos cadáveres sin sepultar, fuera de los que habían encontrado en el camino, y que, además, habían muerto doce sepultureros. Se propuso que los miembros de la Comisión allí presentes (patio de la Universidad) se trasladasen a la Chacarita; la contestación de aquellos abnegados hombres fue ponerse sus sombreros y salir en dirección al Cementerio. Allí llegaron en el silencio de la noche y hasta hicieron de sepultureros. Aquel cuadro sin testigos, alumbrado por las antorchas, hacía más patética aquella escena de desolación y de muerte. En esas circunstancias se presentó don Enrique O'Gorman, jefe de policía, con un piquete de vigilantes, con los que empezó a sepultar aquella ciudad de muertos.

El 15 de abril, como consecuencia de la pretensión de la Comisión Popular de incendiar los conventillos —en uno de ellos se llegaron a contabilizar 72 muertos—, el Municipio decidió emitir una ordenanza que disponía el desalojo de las casas de inquilinato.
Las autoridades que aún no habían abandonado la ciudad ofrecieron pasajes gratis a los más humildes y habilitaron vagones del ferrocarril como viviendas de emergencia en zonas alejadas. La Comisión Popular también aconsejaba abandonar la urbe «lo más pronto posible». En la mencionada fecha del pico de muertes (10 de abril), los gobiernos Nacional y Provincial decretaron feriado hasta fin de mes, una medida que —en realidad— oficializaba lo que de hecho ya estaba sucediendo.
Todos los diarios cerraron, con dos excepciones: La Prensa redujo a dos páginas su edición, que normalmente era de cuatro; y el diario La Nación continuó normalmente, pese a la gran cantidad de enfermos de su personal y pese a que el propio director también había caído en la desgracia.

#### Últimos casos
Ayudada por los primeros fríos del invierno, la cifra comenzó a descender en la segunda mitad de abril, hasta llegar a 89. Sin embargo, a fin de mes se produjo un nuevo pico de 161, probablemente provocado por el regreso de algunos de los autoevacuados, lo que condujo a su vez a una nueva huida. El mes terminó en definitiva con un saldo de más de 7500 muertos por el flagelo, y menos de 500 por otras enfermedades.
Los decesos disminuyeron en mayo, y a mediados de ese mes la ciudad recuperó su actividad normal; el día 20 la comisión dio por finalizada su misión. El 2 de junio, por primera vez, ya no se registró ningún caso.
Años después, el afamado historiador Paul Groussac, que fue testigo de la catástrofe, afirmaba que

«Por centenares sucumbían los enfermos, sin médico en su dolencia, sin sacerdote en su agonía, sin plegaria en su féretro».

El médico higienista Guillermo Rawson testimoniaba haber visto

«...al hijo abandonado por el padre; he visto a la esposa abandonada por el esposo; he visto al hermano moribundo abandonado por el hermano...».

Fuera de la ciudad, hubo casos de fiebre amarilla en prácticamente todas las localidades cercanas, en todos los casos introducida por enfermos venidos de la capital. En el pueblo de Morón, por ejemplo, se registraron 40 casos mortales entre el 15 de marzo y el 9 de mayo.
En otras provincias —aparte de Corrientes— los daños fueron mucho menores. En Santa Fe, el gobierno se ufanaba de haber logrado evitar el ingreso de la enfermedad, mientras en Córdoba hubo un número indeterminado de víctimas en los barrios más pobres de la capital.

### Cifras finales
El diario inglés The Standard publicó una cifra de víctimas fatales por la fiebre que se consideró exagerada y provocó indignación a los porteños: 26 000 muertos. El doctor Guillermo Rawson afirmó que fallecieron 106 personas por cada 1000 habitantes, cifra también considerada muy alta. Es difícil establecer con exactitud la cantidad correcta, pero los datos de las fuentes más serias la cifran entre los 13 500 y 14 500.
En efecto, la cifra considerada oficial es la que dio la Revista Médico Quirúrgica de la Asociación Médica Bonaerense, una entidad que concentraba a muchos profesionales que habían colaborado en el combate de la epidemia. La Asociación contabilizó 13 763 muertos, que es a su vez una cifra mayor —aunque muy cercana— a la registrada por Mardoqueo Navarro. Las cifras de este último —más bajas que las aportadas por otros autores— fueron publicadas gracias a la imprenta del desaparecido diario República, acompañadas con un cuadro con las estadísticas de mortalidad, por mes y por nacionalidad. El 10 de abril de 1894, las cifras fueron nuevamente publicadas en los Anales del Departamento Nacional de Higiene (n.º 15 del  año IV del mes de abril de 1894). Sin embargo, no fue hasta cincuenta años después que un estudioso puso su atención en las notas de Navarro: el doctor Carlos Fonso Gandolfo, profesor de enfermedades infecciosas en la Facultad de Medicina de la Universidad de Buenos Aires, dictó en 1940 una conferencia basada esencialmente en dichas notas. Con el nombre de La epidemia de fiebre amarilla de 1871, la conferencia apareció en el tomo III de las Publicaciones de la Cátedra de Historia de la medicina, tomo III del año 1940.
La cifra de Navarro fue tomada por cierta por el historiador Miguel Ángel Scenna. El doctor José Pena a principios de la década de 1890 investigó la cantidad de cadáveres de personas fallecidas por la fiebre registrados en los cementerios, obteniendo:
| Cementerio del Sur         | 11 044 |
| Cementerio de la Chacarita | 3423   |
| Total                      | 14 467 |

Sin embargo, acotó que "Es posible que mi estimación contenga también errores, explicables quizá porque muchos fallecidos por enfermedades comunes fueron anotados a continuación de los febricientes sin establecer el verdadero diagnóstico; pero aun así se ve que la mortalidad absoluta producida por la epidemia osciló alrededor de los 14 000".
A continuación, el cuadro de las cifras de Navarro por nacionalidad y mes, y el detalle de cuantos murieron por otras enfermedades:
| Estadística de Mardoqueo Navarro |                 |                      |                 |                      |                 |                      |                 |                      |                 |                      |                 |                      |                 |                      |                   |
|                                  | Enero           | Enero                | Febrero         | Febrero              | Marzo           | Marzo                | Abril           | Abril                | Mayo            | Mayo                 | Junio           | Junio                | Sub totales     | Sub totales          | Totales generales |
|                                  | Fiebre amarilla | Otras enfer- medades | Fiebre amarilla | Otras enfer- medades | Fiebre amarilla | Otras enfer- medades | Fiebre amarilla | Otras enfer- medades | Fiebre amarilla | Otras enfer- medades | Fiebre amarilla | Otras enfer- medades | Fiebre amarilla | Otras enfer- medades |                   |
| Argentinos                       | 2               | 610                  | 90              | 456                  | 1312            | 424                  | 1762            | 258                  | 238             | 297                  | 3               | 263                  | 3397            | 2308                 | 5705              |
| Italianos                        | 4               | 79                   | 167             | 86                   | 2280            | 173                  | 3365            | 108                  | 364             | 58                   | 21              | 64                   | 6201            | 568                  | 6769              |
| Españoles                        | -               | 36                   | 25              | 34                   | 552             | 42                   | 935             | 24                   | 88              | 34                   | 8               | 21                   | 1608            | 191                  | 1799              |
| Franceses                        | -               | 28                   | 5               | 13                   | 407             | 29                   | 879             | 24                   | 91              | 21                   | 2               | 17                   | 1384            | 132                  | 1516              |
| Ingleses                         | -               | 5                    | 2               | 6                    | 112             | 7                    | 95              | 8                    | 11              | 5                    | -               | 3                    | 220             | 34                   | 254               |
| Alemanes                         | -               | 3                    | 1               | 4                    | 87              | 3                    | 132             | 6                    | 12              | 4                    | 1               | 1                    | 233             | 21                   | 254               |
| Varios                           | -               | 27                   | 8               | 29                   | 145             | 46                   | 367             | 43                   | 48              | 39                   | 3               | 32                   | 571             | 216                  | 787               |
|                                  |                 |                      |                 |                      |                 |                      |                 |                      |                 |                      |                 |                      |                 |                      |                   |
| Totales                          | 6               | 788                  | 298             | 628                  | 4895            | 724                  | 7535            | 471                  | 842             | 458                  | 38              | 401                  | 13 614          | 3470                 | 17 084            |

Estos números adquieren su verdadera dimensión al ser confrontados con los datos de mortalidad de los años anteriores y posteriores a la tragedia: el año 1871 terminó con un total de 20 748 muertos en la ciudad, contra los 5886 del año anterior, y los 5982 del año 1869.
La mayor parte de las víctimas vivían en los barrios de San Telmo y Monserrat (el centro de Buenos Aires) y en los barrios situados en proximidades del Riachuelo, bajos y húmedos, aptos para la proliferación de mosquitos. Del total de muertos, 10 217 —un 75 % del total— fueron inmigrantes, especialmente italianos.

### Consecuencias
Tras la muerte del presidente de la Comisión Popular había asumido el cargo su vicepresidente, Héctor Varela, de intolerante conducción. La comisión había entrado en conflictos con las comisiones de Higiene, la Municipal, la Médica y todas las autoridades. Como si fuese poco, sus integrantes se habían peleado entre sí; el propio Varela lo hizo con quien había sido hasta entonces su amigo, el militar y escritor Lucio V. Mansilla.
Muchos historiadores han considerado esta epidemia como una de las principales causas de la notable disminución de las personas de piel negra en Buenos Aires, pues hizo estragos entre ellos, que en su mayor parte vivían en condiciones miserables en la zona sur de la ciudad, cerca de las zonas bajas de los arroyos y el Riachuelo. No obstante, estudios demográficos detallados ponen en duda que la epidemia haya tenido efectos demográfica terminales sobre ese sector de la población.
El final de la epidemia dio lugar al inicio de numerosos juicios, relacionados con testamentos sospechosos de haber sido fraguados por delincuentes que buscaban hacer fortuna a costa de los verdaderos herederos; de acuerdo al testimonio de Navarro, el día 1 de junio —cuando aún había 51 enfermos y se registraron cuatro nuevos casos— el número de fallecidos sin herederos era de 117. Además, algunas casas abandonadas habían sido saqueadas por ladrones. Una vez más, el día 22 de junio, el cronista sintetizó lacónicamente la canallesca situación: 

«La epidemia: olvidada. El campo de los muertos de ayer es el escenario de los cuervos de hoy: Testamentos y concursos, edictos y remates son en el asunto. ¡¡¡AY DE TI JERUSALEM!!!».

El 21 de junio de 1871 se fundó la primera Orden de Caballería Argentina, a la que se denominó "Cruz de Hierro de Caballeros de la Orden de los Mártires", que le fue concedida a quienes habían auxiliado a los damnificados por la enfermedad.

#### Mejoras sanitarias en Buenos Aires
A partir de la epidemia, las autoridades y la población de la ciudad tomaron conciencia de la urgencia de establecer una solución integral al problema de la obtención y distribución de agua potable. En años anteriores, el ingeniero John Coghlan había iniciado estudios sobre el desagüe de aguas pluviales y cloacales por separado, en redes subterráneas. En 1869 el ingeniero inglés John F. La Trobe Bateman había presentado un proyecto de red de aguas corrientes, cloacas y desagües. El mismo Bateman dirigió —a partir de 1874— la construcción de la red de aguas corrientes, que hacia 1880 proveyó de agua a la cuarta parte de la ciudad. En 1873 se inició la construcción de obras cloacales. En 1875 se centralizó la recolección de residuos al crear vaciaderos específicos para depositarlos, ya que hasta entonces usualmente la gente los arrojaba en las zanjas y riachos. Todas estas medidas ayudaron a revertir el estado insalubre de la ciudad, que había sido uno de los motivos de la expansión de la enfermedad, principalmente en los inquilinatos. Al respecto, la mencionada "Memoria presentada a la Municipalidad" por la "Comisión de Salubridad", realizó un enojoso pedido a las autoridades para que los recursos fuesen destinados a mejorar la salud de la población:

(...) Desde el principio de este terrible azote, esta Comisión se colocó a la altura que las circunstancias requerían...pero desgraciadamente en nuestro país se echa mano a recursos á última hora, pésimamente organizados: en la actual epidemia, nada hay preparado, los sucesivos avisos de cólera, tifus, fiebre amarilla, etc., de poco o nada nos ha servido, el estado insalubre de la ciudad es el mismo o peor que antes, por la aglomeración de habitantes en un municipio completamente descuidado; pero si las inmundicias, las aguas corrompidas, las basuras, las letrinas, los sumideros, las fábricas inmundas en el corazón de la ciudad, el hacinamiento en las habitaciones, el asqueroso Riachuelo, los inmundos conventillos, son excelentes causas para que todos los habitantes no gocemos de perfecta salud, inútil es tanta dedicación, para nada sirven las comisiones; pero si por el contrario los hombres científicos creen encontrar las causas del espantoso desarrollo del mal que nos aqueja, ¿Por qué no son removidos con tiempo? Se contestará que no hay recursos, razón que no es admisible en pueblos que empiezan a encorbarse bajo el peso de enormes contribuciones pretendiéndose hacer pesar aun empréstitos extranjeros, a más de otras numerosas cargas, para no tener en recompensa en los momentos supremos porque pasamos, ni dinero para saciar el hambre, ni camas, ni ropas para los apestados indigentes, pero que pagan sus respectivas contribuciones (...).

A partir de la segunda mitad del año 1871 se iniciaron masivamente obras de saneamiento en toda la ciudad. Las zonas ubicadas inmediatamente al norte del centro, habitadas por ciudadanos de recursos medios y altos que no habían sufrido tanto la epidemia con las del sur, fueron las que más avanzaron en este sentido. La Comisión de Salubridad de la Parroquia del Socorro, por ejemplo, logró grandes avances por medio de la intimación a los comerciantes y propietarios más conocidos por su falta de higiene; se pavimentaron veinte cuadras y se realizaron cien cuadras de veredas. Otras comisiones obtuvieron logros más modestos, y el rápido crecimiento de la ciudad anularía parcialmente estos logros en años posteriores.
En cuanto a los saladeros de carne, localizados todos sobre la margen derecha del Riachuelo, se convirtieron en el chivo expiatorio de las muertes por el vómito negro: una ley sancionada el 6 de septiembre de 1871 prohibió sus actividades en la ciudad, prohibición que se extendió a las graserías.
Al año siguiente el médico Eduardo Wilde fue comisionado a Montevideo para firmar un convenio sanitario con el Uruguay, Brasil y Paraguay destinado a prevenir la difusión de enfermedades por vía marítima o fluvial.
En 1884, temiendo la aparición de un nuevo brote, los doctores José María Ramos Mejía, director de la asistencia pública, y José Penna, director de la Casa de Aislamiento (actual Hospital Muñiz), se decidieron por cremar el cuerpo de un tal Pedro Doime, que había sido afectado de fiebre amarilla. Esta se convirtió en la primera cremación realizada en Buenos Aires.
Con posterioridad a la gran epidemia de 1871, se registraron en Buenos Aires casos aislados de fiebre amarilla, hasta principios del siglo XX. En el resto del país también hubo registros de infecciones que no revistieron mayor gravedad. No se registró caso alguno en territorio argentino entre 1966 y 2008, fecha en que fueron detectados diez casos en la Provincia de Misiones; por lo que los médicos infectólogos suelen considerar a la enfermedad como erradicada, pero susceptible de volver a ingresar, especialmente en el norte del país.

### Expresiones artísticas sobre la gran epidemia
Juan Manuel Blanes, pintor uruguayo que vivió en Buenos Aires, pintó un óleo sobre tela (actualmente en Montevideo) llamado "Episodio de la Fiebre Amarilla", que se reproduce en este artículo, inspirado en un hecho acontecido durante la tragedia, probablemente el 17 de marzo de 1871, en la calle Balcarce. En él se observa a una mujer —Ana Bristani— muerta por la fiebre y caída sobre el piso de un conventillo. Su hijo, un bebé de pocos meses, busca el seno de su madre; a la derecha, sobre un lecho, se encuentra el cadáver del padre. La puerta del cuarto está abierta y en su entrada se observa al abogado Roque Pérez (en el centro) y al doctor Manuel Argerich (a su derecha), ambos miembros de la comisión popular y muertos en las semanas siguientes, víctimas también de la fiebre. Este célebre cuadro se convirtió en un emotivo homenaje a quienes dieron su vida intentando salvar la de los demás, aunque no refleja exactamente el hecho histórico: el cuerpo sin vida de la mujer fue hallado por un vigilante de la Policía de la Provincia de Buenos Aires, y el niño fue trasladado a la comisaría, mientras que su padre no pudo ser hallado.
Guillermo Enrique Hudson, naturalista y escritor nacido en Argentina, escribió en 1888 un cuento llamado "Ralph Herne", que transcurre durante la epidemia de 1871. En él realizó la siguiente descripción:

...Pero los años de paz y prosperidad no borraron la memoria de aquella terrible época en que durante tres largos meses la sombra del Ángel Destructor se tendió sobre la ciudad del agradable nombre, cuando la diaria cosecha de víctimas eran arrojadas juntas —viejos y jóvenes, ricos y pobres, virtuosos y viles— para mezclar sus huesos en un sepulcro común; cuando el eco de los pasos interrumpía el silencio cada vez con menos frecuencia, como era antes durante la noche, hasta que las calles estuvieran "desoladas y cubiertas de pasto".

El Monumento a los caídos de la fiebre amarilla erigido en 1899, es el único monumento que existe hoy en la ciudad en memoria de la peor tragedia —por la cantidad de muertos en comparación con el total de la población— que haya sufrido Buenos Aires. Se encuentra situado en el lugar que ocupara el edificio de la administración del Cementerio del Sur (actual parque Ameghino), frente al hospital de infecciosas Francisco Javier Muñiz. En medio de este parque, el monumento ostenta una inscripción central:

El sacrificio del hombre por la humanidad es un deber y una virtud que los pueblos cultos estiman y agradecen.

El municipio de Buenos Aires a los que cayeron víctimas del deber en la epidemia de fiebre amarilla en 1871

En 1982 se estrenó la película Fiebre amarilla, de género histórico dramático, dirigida por Javier Torre.